# Ma Kelly's Greasy Spoon
Ma Kelly's Greasy Spoon es el tercer álbum de estudio de la banda británica de rock Status Quo, publicado en 1970 por Pye Records. A diferencia de sus dos trabajos anteriores, la banda se alejó de los sonidos sicodélicos para experimentar con el naciente hard rock, por ello ciertos críticos lo consideran como un «plan provisional» de su posterior carrera. Cabe señalar que es la última producción con el teclista Roy Lynes, que abandona la banda a fines del mismo año.
Por otro lado, obtuvo una nula atención en las listas musicales de Europa y sus ventas fueron mucho menores que el disco anterior. Sin embargo su sencillo promocional, «Down the Dustpipe», llegó hasta el puesto 12 en los UK Singles Chart británicos.
En 2003 se remasterizó con diez canciones como pistas adicionales, de las que destacó «In My Chair» que fue lanzado como sencillo en 1970, pero que no se agregó en el disco original, al igual que «Down the Dustpipe». Además cuatro de los diez temas se grabaron en octubre de 1970 durante las sesiones de la BBC, como parte del programa televisivo The John Peel Show.

## Lista de canciones
| N.º | Título                                      | Escritor(es)              | Duración |  |
| 1.  | «Spinning Wheel Blues»                      | Rossi, Bob Young          | 3:21     |  |
| 2.  | «Daughter»                                  | Lancaster                 | 3:01     |  |
| 3.  | «Everything»                                | Rossi, Parfitt            | 2:36     |  |
| 4.  | «Shy Fly»                                   | Rossi, Young              | 3:49     |  |
| 5.  | «(April) Spring, Summer and Wednesdays»     | Rossi, Young              | 4:12     |  |
| 6.  | «Junior's Wailling» (cover de Steamhammer)  | Kieran White, Martin Pugh | 3:33     |  |
| 7.  | «Lakky Lady»                                | Rossi, Parfitt            | 3:14     |  |
| 8.  | «Need Your Love»                            | Rossi, Young              | 4:46     |  |
| 9.  | «Lazy Poker Blues» (cover de Fleetwood Mac) | Peter Green, Adams        | 3:37     |  |
| 10. | «Is it Really Me/Gotta Go Home»             | Lancaster                 | 9:34     |  |

| Pistas adicionales en la remasterización de 2003 |                                                      |                |          |  |
| N.º                                              | Título                                               | Escritor(es)   | Duración |  |
| 11.                                              | «Is it Really Me/Gotta Go Home» (mezcla)             | Lancaster      | 6:54     |  |
| 12.                                              | «Daughter» (mezcla)                                  | Lancaster      | 2:57     |  |
| 13.                                              | «Down the Dustpipe»                                  | Carl Groszman  | 1:49     |  |
| 14.                                              | «In My Chair»                                        | Rossi, Parfitt | 3:19     |  |
| 15.                                              | «Gerdundula»                                         | Rossi, Young   | 3:23     |  |
| 16.                                              | «Down the Dustpipe» (grabado en las sesiones BBC)    | Groszman       | 1:49     |  |
| 17.                                              | «Junior's Wailling» (grabado en las sesiones BBC)    | White, Pugh    | 3:01     |  |
| 18.                                              | «Spinning Wheel Blues» (grabado en las sesiones BBC) | Rossi, Young   | 2:17     |  |
| 19.                                              | «Need Your Love» (grabado en las sesiones BBC)       | Rossi, Young   | 2:29     |  |
| 20.                                              | «In My Chair» (versión flexodisc de 1979)            | Rossi, Parfitt | 1:37     |  |

## Músicos
- Francis Rossi: voz y guitarra líder
- Rick Parfitt: voz y guitarra rítmica
- Alan Lancaster: bajo
- John Coghlan: batería
- Roy Lynes: teclados